# Macrotus
Genre
Macrotus est un genre de chauves-souris de la famille des Phyllostomidae.

## Liste des espèces
Selon ITIS et MSW :
- Macrotus californicus Baird, 1857
- Macrotus waterhousii Gray, 1843